# ÖVB Arena
L'ÖVB Arena, autrefois appelée Stadthalle Bremen, AWD-Dome puis Bremen-Arena, est une salle polyvalente de Brême.

## Histoire
Elle accueille des spectacles et événements sportifs, parmi lesquels plusieurs matches du championnat du monde de handball masculin 2007 ou encore l'ensemble des championnats du monde de karaté 2014.
En mars 1999, le groupe de hard rock américain Kiss joue dans cette arène. Malgré les avertissements de ne pas utiliser de pyrotechniques, Kiss les a utilisés à la fin du concert, ce qui leur a valu une interdiction définitive d'y jouer à l'avenir.